# Jadłoszyn

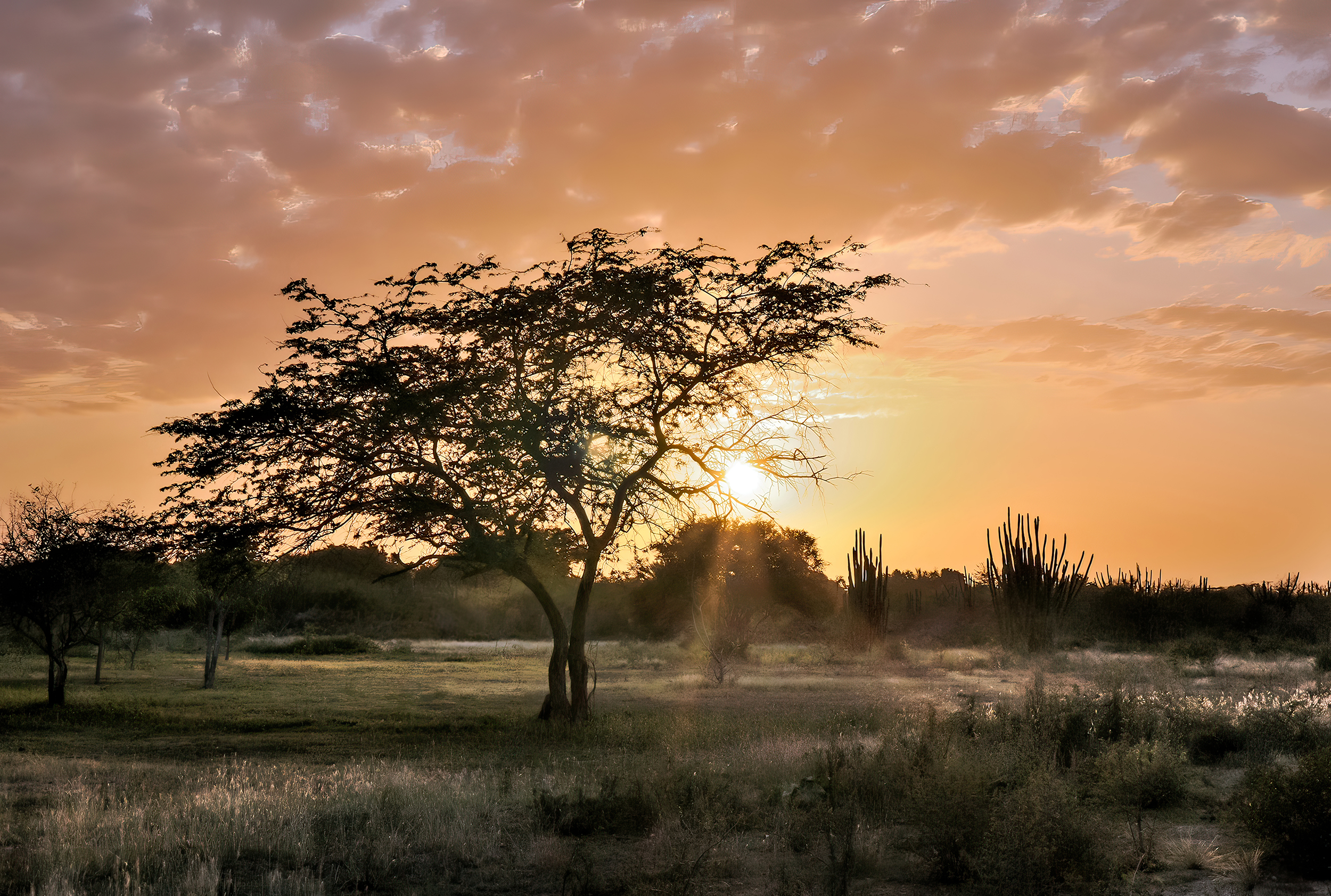
Prosopis juliflora

Jadłoszyn (Prosopis L.) – rodzaj rośliny z rodziny bobowatych (podrodzina brezylkowe, dawniej w mimozowych). Obejmuje 44 gatunki. W większości rosną one w Nowym Świecie – na obszarze od Stanów Zjednoczonych na północy po Patagonię na południu, przy czym najbardziej zróżnicowane są w Argentynie. W Ameryce Środkowej rośnie tylko jeden gatunek. Nieliczne gatunki rosną poza tym w południowo-zachodniej części Azji oraz w Afryce. Niektóre gatunki są inwazyjne, np. w Afryce, Australii i na Hawajach. Prosopis glandulosa uznany został za jeden ze 100 najbardziej inwazyjnych gatunków na świecie.
Są to drzewa i krzewy rosnące często na siedliskach suchych, na wydmach, w ciernistych zaroślach, ale też w lasach liściastych i w zaroślach nadrzecznych, a nawet w namorzynach. P. tamarugo jest jedynym drzewem rosnącym na pustynnych solniskach w północnym Chile, gdzie opady roczne wynoszą 70 mm, glebę przykrywa półmetrowa warstwa soli, a poziom wód gruntowych znajduje się 20 m pod poziomem gruntu.
Ze względu na często niewielkie wymagania ekologiczne rośliny z tego rodzaju odgrywają znaczącą rolę jako źródło drewna i paszy na terenach rolniczych w klimacie suchym. Często też dostarczają jadalnych owoców (np. P. chilensis, P. cineraria, P. juliflora, P. pallida, P. velutina) i są miododajne. Jadłoszyn baziowaty był na suchych terenach dzisiejszych południowo-zachodnich Stanów Zjednoczonych i Meksyku jedną z podstawowych roślin jadalnych (a przed udomowieniem kukurydzy – podstawową). Z jego strąków wyrabiano mąkę i wypiekano z niej placki i pieczywo. Z gatunku tego uzyskuje się także substancję kleistą o właściwościach zbliżonych do gumy arabskiej. Niektóre gatunki (np. P. velutina) wykorzystywane są także jako lecznicze.

## Morfologia

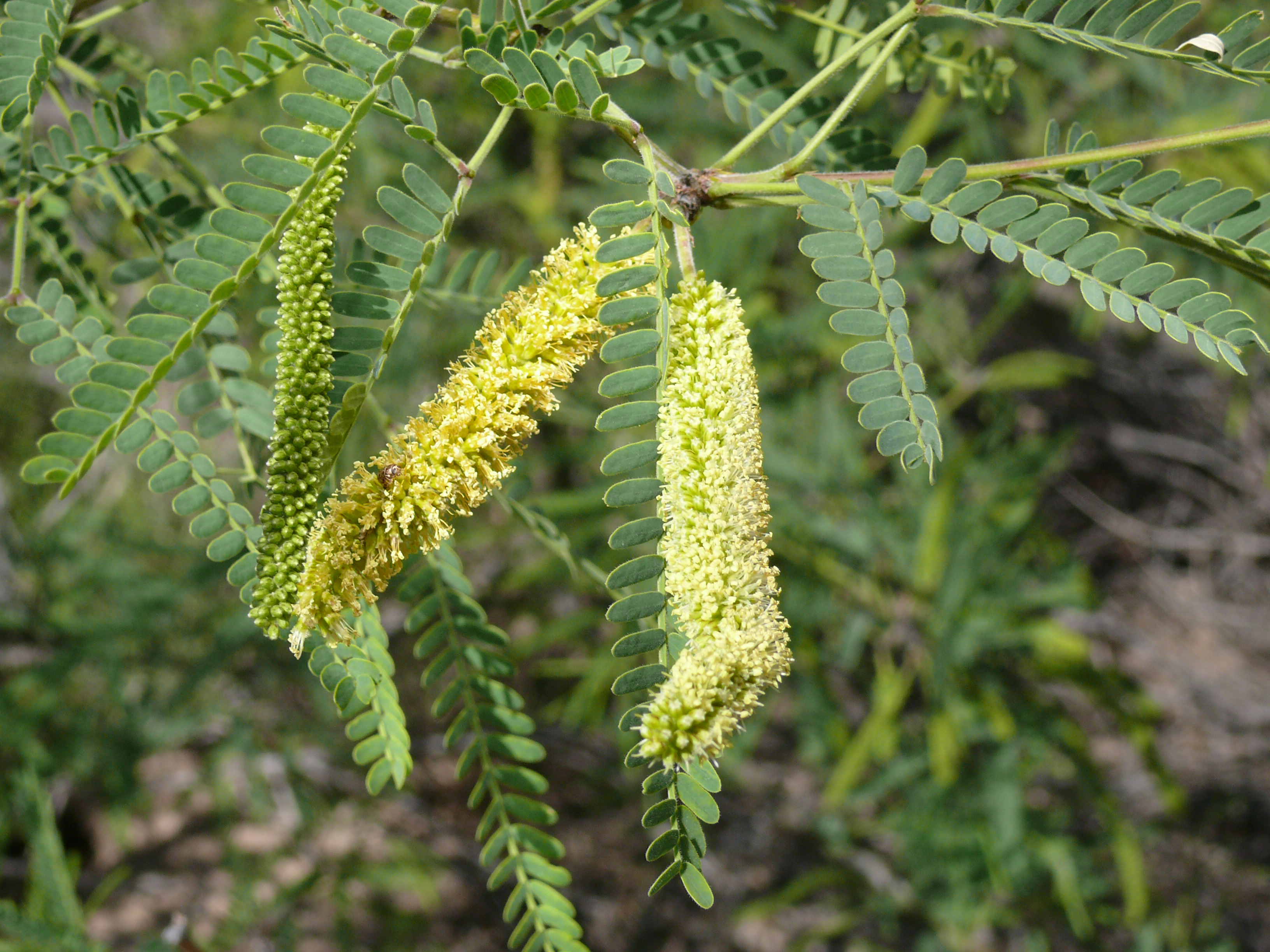
Prosopis velutina

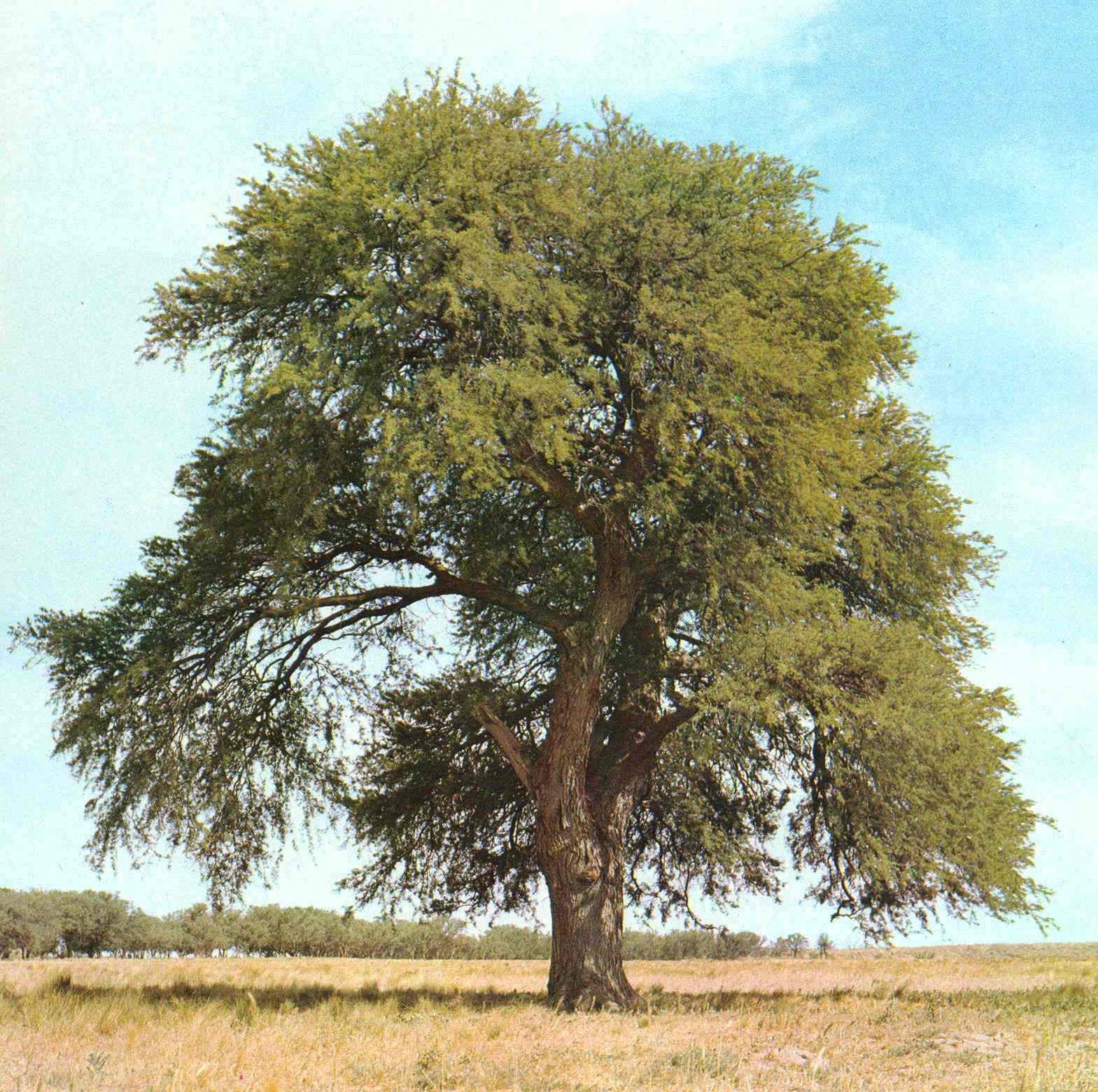
Prosopis caldenia

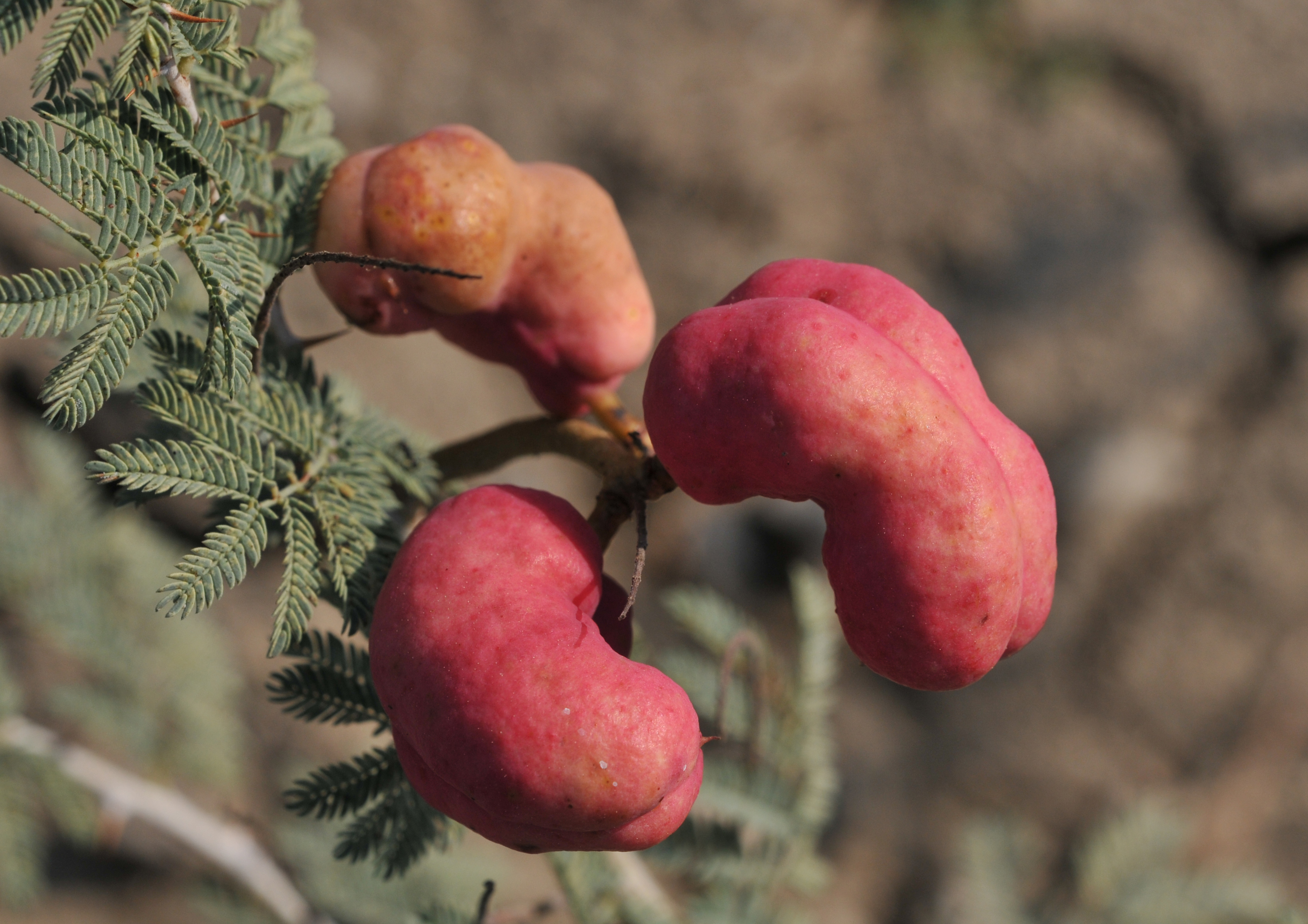
Strąki Prosopis farcta

PokrójRośliny bardzo zmienne, stąd często problematyczne jest dokładne oznaczenie gatunku. Drzewa i krzewy o pędach pokrytych cierniami, także z ciernistymi przylistkami lub, rzadziej, bez cierni.
LiściePodwójnie pierzaste – z listkami pierzastymi, składającymi się z kilku do wielu listków drugiego rzędu. Poszczególne listki drobne, zwykle nagie, rzadziej owłosione. Przylistki zmodyfikowane jako ciernie, czasem drobne lub brak ich zupełnie.
KwiatyBardzo drobne i liczne, zebrane w wyrastające w kątach liści kwiatostany główkowate, kłosokształtne lub groniaste. U Prosopis velutina liczba kwiatów na jednym drzewie może osiągać milion. Kwiaty motylkowe siedzące lub krótkoszypułkowe, o płatkach korony zwykle białych lub żółtych, nagich, lub wewnątrz owłosionych. Pręcików jest 10, wystają poza koronę i zwykle zakończone są relatywnie dużymi pylnikami. Słupek tęgi, zwieńczony drobnym znamieniem.
OwoceStrąk o różnych kształtach – prosty lub skręcony, płaski lub wypukły. Nasiona owalne, spłaszczone.

## Systematyka
Rodzaj z rodziny bobowatych Fabaceae, tradycyjnie zaliczany do podrodziny mimozowych Mimosoideae z plemienia Mimoseae. W 2017 mimozowe umieszczone zostały w podrodzinie brezylkowych Caesalpinioideae.
Wykaz gatunków
- Prosopis abbreviata Benth.
- Prosopis affinis Spreng.
- Prosopis africana (Guill. & Perr.) Taub.
- Prosopis alba Griseb.
- Prosopis alpataco Phil.
- Prosopis argentina Burkart
- Prosopis articulata S.Watson
- Prosopis burkartii O.Muniz
- Prosopis caldenia Burkart
- Prosopis calingastana Burkart
- Prosopis campestris Griseb.
- Prosopis castellanosii Burkart
- Prosopis chilensis (Molina) Stuntz
- Prosopis cineraria (L.) Druce
- Prosopis denudans Benth.
- Prosopis elata (Burkart) Burkart
- Prosopis farcta (Banks & Sol.) J.F.Macbr.
- Prosopis ferox Griseb.
- Prosopis fiebrigii Harms
- Prosopis flexuosa DC.
- Prosopis glandulosa Torr.
- Prosopis globosa Gillies ex Hook. & Arn.
- Prosopis hassleri Harms
- Prosopis humilis Hook.
- Prosopis juliflora (Sw.) DC. – jadłoszyn baziowaty
- Prosopis koelziana Burkart
- Prosopis kuntzei Kuntze
- Prosopis laevigata (Willd.) M.C.Johnst.
- Prosopis nigra Hieron.
- Prosopis nuda Schinini
- Prosopis pallida (Willd.) Kunth
- Prosopis palmeri S.Watson
- Prosopis pubescens Benth.
- Prosopis pugionata Burkart
- Prosopis reptans Benth.
- Prosopis rojasiana Burkart
- Prosopis rubriflora Hassl.
- Prosopis ruizlealii Burkart
- Prosopis ruscifolia Griseb.
- Prosopis sericantha Hook.
- Prosopis stephaniana (M. Bieb.) Kunth ex Spreng.
- Prosopis strombulifera (Lam.) Benth.
- Prosopis tamarugo Phil.
- Prosopis tamaulipana Burkart
- Prosopis torquata (Lag.) DC.
- Prosopis velutina Wooton
- Prosopis vinalillo Stuck.